# Gaio Cilnio Proculo
Gaio Cilnio Proculo (latino: Gaius Cilnius Proculus; 55 circa – dopo il 100) è stato un politico, militare esponente dell'ordine senatorio e console romano, tra la fine del I secolo e l'inizio del II.

## Biografia
Di questo personaggio della storia romana si conosce molto poco: le scarse fonti a disposizione sono perlopiù di natura epigrafica.
Cilnio Proculo ricoprì la carica di console suffetto nel 100, durante il regno di Traiano.  Fu legato della Mesia Superiore durante la prima campagna di Traiano contro i Daci di Decebalo nel 101.